# Juigalpa
Juigalpa là một khu tự quản thuộc tỉnh Chontales, Nicaragua. Khu tự quản Juigalpa có diện tích 727 ki lô mét vuông. Đến thời điểm năm 2005, huyện Juigalpa có dân số 51838 người.